# Jean-Pierre Jeunet
Jean-Pierre Jeunet (Roanne, 3 settembre 1953) è un regista, sceneggiatore e produttore cinematografico francese.

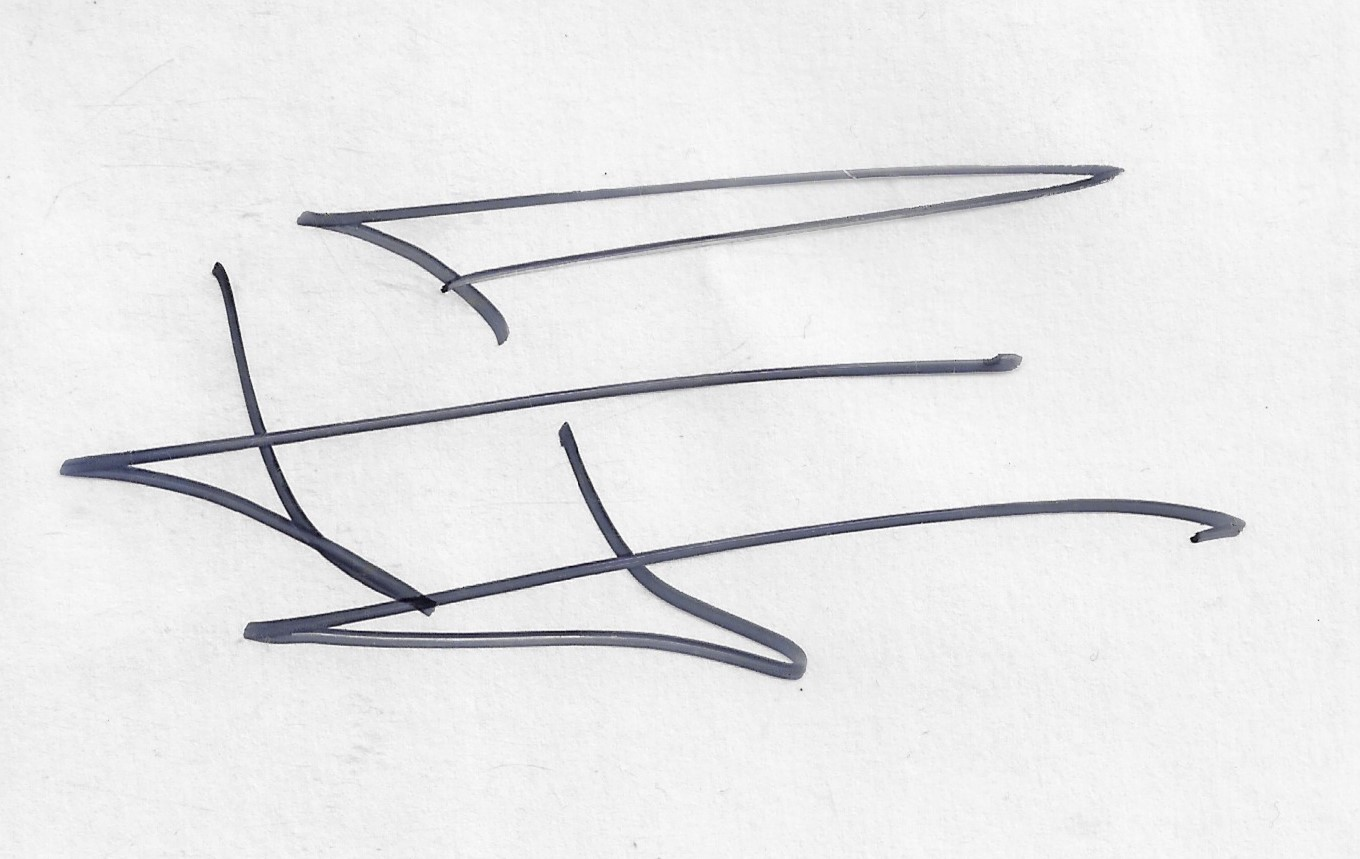
Firma di Jean-Pierre Jeunet

Nel 2002 riceve una candidatura ai Premi Oscar quale miglior sceneggiatura originale per Il favoloso mondo di Amélie.

## Biografia
Jean-Pierre Jeunet nasce a Roanne nella Loira, in Francia il 3 settembre 1953. All'età di diciassette anni Jeunet comincia a lavorare presso le poste francesi, con i guadagni ottenuti successivamente acquista la sua prima cinepresa 8mm. Amatorialmente, inizia così a girare alcuni cortometraggi e impara le tecniche dell'animazione agli Cinemation Studios.
Al festival d'Annecy conosce Marc Caro, con cui intraprenderà una lunga collaborazione. Le prime loro produzioni che ottengono le prime recensioni sono i cortometraggi L'Évasion e Le Manège. Quest'ultimo gli vale nel 1981 il Premio César in qualità di miglior corto. Jeunet comincia a dirigere i suoi primi spot pubblicitari e video musicali. Nel 1984 vince nuovamente il Cesar per Pas repos pour Billy Brakko, cortometraggio ispirato ai fumetti di Caro. Nel 1990, Jeunet, Caro e il produttore Claudie Ossard gettano le basi del film Delicatessen. Contemporaneamente, Jeunet vince numerosi premi per il suo cortometraggio Foutaises, suo primo lavoro insieme all'attore Dominique Pinon che interpreterà molti dei suoi personaggi, tra cui tre premi al Festival international du court métrage de Clermont-Ferrand e il Premio César per il miglior cortometraggio di fiction. In Foutaises Jeunet presenta il concetto del "mi piace, non mi piace", che sarà usato ne Il favoloso mondo di Amélie.
Dopo l'uscita di Delicatessen e de La città perduta, la 20th Century Fox scrittura Jeunet come regista per il quarto film della saga Alien: Alien - La clonazione. Jeunet apre la sua carriera nel nuovo secolo con Il favoloso mondo di Amélie, un successo, detentore del titolo di film francese con maggiori incassi al botteghino, che lo porta rapidamente a una grande fama e che gli permette di ottenere la parte di regista per Una lunga domenica di passioni, film basato su un racconto di Sébastien Japrisot.
Nel 2005 viene annunciato che Jeunet accetta di dirigere l'adattamento del romanzo di Yann Martel Vita di Pi per la 20th Century Fox. Il progetto americano viene giudicato però dalla Fox troppo oneroso e accantonato. La regia venne in seguito affidata ad Ang Lee e il film viene distribuito nel 2012. Nel 2009 esce il sesto lungometraggio del regista: L'esplosivo piano di Bazil. Per questa commedia satirica il regista aveva inizialmente scelto come protagonista Jamel Debbouze (Prix d'interprétation masculine al Festival di Cannes del 2006 per Indigènes), salvo poi optare per Dany Boon, a causa di divergenze artistiche con Debbouze.
Nel 2022 esce il suo ottavo lungometraggio targato Netflix, Bigbug, una commedia fantascientifica ambientata nell'anno 2045, in un mondo in cui robot e intelligenza artificiale prendono il sopravvento su un'umanità succube delle macchine.

## Vita privata
Nel 1997 si sposa con Liza Sullivan.

## Filmografia

### Regista

#### Cinema
- L'Évasion, co-diretto con Marc Caro – cortometraggio (1978)
- Le Manège, co-diretto con Marc Caro – cortometraggio (1980)
- Le Bunker de la dernière rafale, co-diretto con Marc Caro – cortometraggio (1981)
- Pas de repos pour Billy Brakko – cortometraggio (1984)
- Foutaises – cortometraggio (1989)
- Delicatessen co-diretto con Marc Caro (1991)
- La città perduta (La cité des enfants perdus), co-diretto con Marc Caro (1995)
- Alien - La clonazione (Alien Resurrection, 1997)
- Il favoloso mondo di Amélie (Le fabuleux destin d'Amélie Poulain, 2001)
- Una lunga domenica di passioni (Un long dimanche de fiançailles, 2004)
- L'esplosivo piano di Bazil (Micmacs à tire-larigot, 2009)
- Lo straordinario viaggio di T.S. Spivet (The Young and Prodigious Spivet, 2013)
- Deux escargots s'en vont, co-diretto con Romain Segaud – cortometraggio (2016)
- Bigbug (2022)
- La Véritable Histoire d'Amélie Poulain – cortometraggio (2023)

#### Televisione
- L'Oeil du cyclone – serie TV, episodio 3x43 (1993)
- Casanova – film TV (2015)

#### Videoclip
- Julien Clerc La Fille aux bas nylons (1984)
- Jean-Michel Jarre Zoolook, co-diretto con Marc Caro (1985)
- Étienne Daho Tombé pour la France (1987)
- Julien Clerc Hélène (1987)
- Claudia Phillips Souvenez-vous de nous (1988)
- Claudia Phillips Cache ta joie (1989)
- Lio L'autre joue (1991)
- Gauvain Sers Pourvu (2017)

#### Pubblicità
- Train de Nuit  per Chanel Nº 5 (2009)
- The Origin of a Blend per Lavazza (2015)
- Time Machine per Milka (2016)
- Anaïs et Philibert per Fondation Gaillanne (2019)
- Chance per Chanel (2024)
- Barilla
- BNP Paribas
- Cetelem
- Cliothérapie
- Électricité de France
- Gan
- Interflora
- Laboratoire Urgo
- Lustucru
- Malabar
- Peugeot
- Société générale
- Steffy
- VoipBuster

### Sceneggiatore

#### Cinema
- L'Évasion, regia di Jean-Pierre Jeunet e Marc Caro – cortometraggio (1978)
- Le Manège, regia di Jean-Pierre Jeunet e Marc Caro – cortometraggio (1980)
- Le Bunker de la dernière rafale, regia di Jean-Pierre Jeunet e Marc Caro – cortometraggio (1981)
- Pas de repos pour Billy Brakko, regia di Jean-Pierre Jeunet – cortometraggio (1984)
- Foutaises, regia di Jean-Pierre Jeunet – cortometraggio (1989)
- Delicatessen, regia di Jean-Pierre Jeunet e Marc Caro (1991)
- La città perduta (La cité des enfants perdus), regia di Jean-Pierre Jeunet e Marc Caro (1995)
- Il favoloso mondo di Amélie (Le fabuleux destin d'Amélie Poulain), regia di Jean-Pierre Jeunet (2001)
- Una lunga domenica di passioni (Un long dimanche de fiançailles), regia di Jean-Pierre Jeunet (2004)
- L'esplosivo piano di Bazil (Micmacs à tire-larigot), regia di Jean-Pierre Jeunet (2009)
- Lo straordinario viaggio di T.S. Spivet (The Young and Prodigious Spivet), regia di Jean-Pierre Jeunet (2013)
- Deux escargots s'en vont, regia di Jean-Pierre Jeunet e Romain Segaud – cortometraggio (2016)
- Bigbug, regia di Jean-Pierre Jeunet (2022)
- La véritable histoire d'Amélie Poulain, regia di Jean-Pierre Jeunet (2023)

#### Televisione
- Désiré Lafarge – serie TV, episodio 1x03 (1977)

### Produttore

#### Cinema
- Una lunga domenica di passioni (Un long dimanche de fiançailles), regia di Jean-Pierre Jeunet (2004)
- A forradalom arca - Egy pesti lány nyomában, regia di Attila Kékesi (2006)
- L'esplosivo piano di Bazil (Micmacs à tire-larigot), regia di Jean-Pierre Jeunet (2009)
- Au four et au moulin: les coulisses de Micmacs à Tire-Larigot, regia di Julien Lecat – documentario direct-to-video (2010)
- Lo straordinario viaggio di T.S. Spivet (The Young and Prodigious Spivet), regia di Jean-Pierre Jeunet (2013)
- Looop, regia di Marc Caro – cortometraggio (2018)
- Bigbug, regia di Jean-Pierre Jeunet (2022)

#### Televisione
- Casanova, regia di Jean-Pierre Jeunet – film TV (2015)

## Riconoscimenti (parziale)
- Premio Oscar
  - 2002 - Candidatura alla miglior sceneggiatura originale per Il favoloso mondo di Amélie
- BAFTA
  - 1993 - Candidatura al miglior film non il lingua inglese per Delicatessen (condiviso con Claudie Ossard e Marc Caro)
  - 2002 - Miglior sceneggiatura originale per Il favoloso mondo di Amélie (condiviso con Guillaume Laurant)
  - 2002 - Candidatura al miglior film non in lingua inglese per Il favoloso mondo di Amélie (condiviso con Claudie Ossard)
  - 2002 - Candidatura al David Lean Award per Il favoloso mondo di Amélie
  - 2005 - Candidatura al miglior film non in lingua inglese per Una lunga domenica di passioni (condiviso con Francis Boespflug)
- Canberra Short Film Festival
  - 2001 - Audience Award per Il favoloso mondo di Amélie
- Cóndor de Plata
  - 2003 - Candidatura al miglior film straniero per Il favoloso mondo di Amélie
- Festival del Cinema di Sitges
  - 1991 - Candidatura al miglior film per Delicatessen (condiviso con Marc Caro)
  - 1991 - Candidatura al miglior regista per Delicatessen (condiviso con Marc Caro)
  - 1991 - Candidatura al premio dell'Associazione Catalana di Critici e Scrittori di Sceneggiatura per Delicatessen (condiviso con Marc Caro)
- Festival di Cannes
  - 1995 - Candidatura alla Palma d'oro per La città perduta (condiviso con Marc Caro)
- Premio César
  - 1981 - Miglior cortometraggio d'animazione per Le manège
  - 1991 - Miglior cortometraggio di fiction per Foutaises
  - 1992 - Migliore sceneggiatura originale o miglior adattamento per Delicatessen (condiviso con Gilles Adrien e Marc Caro)
  - 1992 - Migliore opera prima per Delicatessen (condiviso con Marc Caro)
  - 2002 - Miglior regista per Il favoloso mondo di Amélie
  - 2002 - Miglior film per Il favoloso mondo di Amélie
  - 2002 - Candidatura alla migliore sceneggiatura originale o miglior adattamento per Il favoloso mondo di Amélie (condiviso con Guillaume Laurant)
  - 2005 - Candidatura al miglior film per Una lunga domenica di passioni
  - 2005 - Candidatura al miglior regista per Una lunga domenica di passioni
  - 2005 - Candidatura alla migliore sceneggiatura originale o miglior adattamento per Una lunga domenica di passioni (condiviso con Guillaume Laurant)
- Saturn Award
  - 1998 - Candidatura alla miglior regia per Alien - La clonazione